# Real Oviedo
Real Oviedo este un club de fotbal din Oviedo, Spania care evoluează în La Liga. Clubul dispută meciurile de pe teren propriu pe stadionul Carlos Tartiere, deschis la 30 septembrie 2000 și cel mai mare stadion de sport din Asturia. În clasamentul tuturor timpurilor pentru prima divizie spaniolă (La Liga), Oviedo ocupă locul 18, cu 38 de sezoane disputate.
Clubul a fost fondat în 1926, după fuziunea dintre Stadium Ovetense și Real Club Deportivo Oviedo.
Cea mai bună poziție ocupată vreodată în prima ligă spaniolă a fost locul 3 în sezonul 1962–63 (clasându-se pe primul loc la egalitate cu Real Madrid după primele 15 etape). În sezonul 1990–91 a terminat pe locul șase și s-a calificat în premieră în cupele europene. A participat în Cupa UEFA 1991-1992 unde a pierdut în primul tur în fața echipei italiene Genoa C.F.C..
Rivala locală este Sporting Gijón, cu care clubul contestă derby-ul asturian.
Real Oviedo are și o echipă feminină, numită Real Oviedo Femenino care a jucat de mai multe ori în prima divizie spaniolă (Liga F).
La 17 noiembrie 2012, Carlos Slim, la acea vreme cea mai bogată persoană din lume, a investit 2,5 milioane de dolari în club, obținând astfel un pachet de acțiuni de 20%.

## Lotul actual
La 15 august 2025.
| Nr. |           | Poziție | Jucător                                             |
| --- | --------- | ------- | --------------------------------------------------- |
| 1   | România   | P       | Horațiu Moldovan (împrumutat de la Atlético Madrid) |
| 2   | Spania    | F       | Álvaro Lemos                                        |
| 3   | Niger     | F       | Rahim Alhassane                                     |
| 4   | Spania    | F       | David Costas                                        |
| 5   | Spania    | M       | Alberto Reina                                       |
| 6   | Ghana     | M       | Kwasi Sibo                                          |
| 7   | Maroc     | M       | Ilyas Chaira                                        |
| 8   | Spania    | M       | Santi Cazorla (căpitan)                             |
| 9   | Uruguay   | A       | Federico Viñas (împrumutat de la León)              |
| 10  | Franța    | M       | Haissem Hassan                                      |
| 11  | Argentina | M       | Santiago Colombatto (împrumutat de la León)         |
| 12  | Spania    | F       | Dani Calvo                                          |

| Nr. |           | Poziție | Jucător                                   |
| --- | --------- | ------- | ----------------------------------------- |
| 13  | Spania    | P       | Aarón Escandell                           |
| 14  | Anglia    | M       | Ovie Ejaria                               |
| 15  | Spania    | F       | Oier Luengo                               |
| 16  | Spania    | M       | Borja Sánchez                             |
| 17  | Franța    | M       | Brandon Domingues                         |
| 19  | Spania    | A       | Álex Forés (împrumutat de la Villarreal)  |
| 21  | Serbia    | M       | Luka Ilić                                 |
| 22  | Spania    | F       | Nacho Vidal                               |
| 23  | Venezuela | A       | Salomón Rondón (împrumutat de la Pachuca) |
| 24  | Spania    | F       | Lucas Ahijado                             |
| 27  | Spania    | M       | Álex Cardero                              |